# Amastris flava
Amastris flava är en insektsart som beskrevs av Broomfield 1976. Amastris flava ingår i släktet Amastris och familjen hornstritar. Inga underarter finns listade i Catalogue of Life.